# خزان العزل

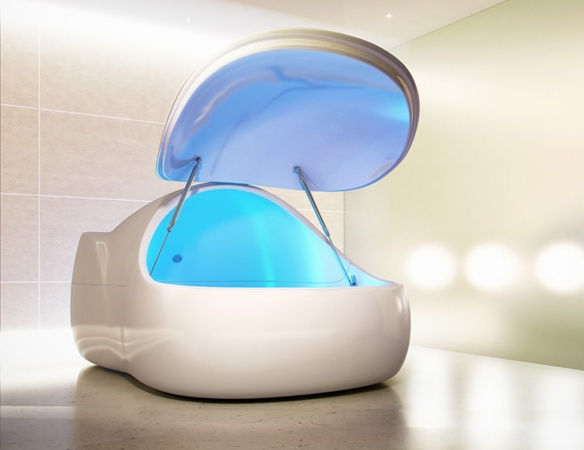
خزان عزل حديث.

خزان العزل الذي يُسمى أيضًا خزان الحرق الحسي (المعروف أيضًا باسم الخزان العائم، أو خزان التعويم، أو خزان التوهين الحسي) عبارة عن خزان عديم الصوت، عديم الصوت مملوء بالمياه المالحة عند درجة حرارة الجلد، حيث يطفو الأفراد. تم استخدامها لأول مرة في عام 1954 لاختبار آثار الحرمان الحسي.

## التاريخ
تم تطوير خزان العزل في عام 1954 من قبل جون سي. ليلي، وهو ممارس طبي وطبيب عصبي نفسي. أثناء تدريبه على التحليل النفسي في المعهد الوطني الأمريكي للصحة العقلية (NIMH)، جرب ليلي الحرمان الحسي. بعد 10 سنوات من التجارب دون أخذ أي مواد ذات تأثير نفسي، حاول الطفو مع عامل مخدر، معظمه LSD (في ذلك الوقت كان LSD قانوني في الولايات المتحدة).
في عام 1981، كان هناك حوالي 4 ملايين دولار في المبيعات والإيجارات في الصناعة، وكانت التوقعات أن السوق سينمو، مدفوعًا بفيلم أحوال متبدلة ‏ الذي خرج عام 1980. وفقًا لأحد مصادر هذه الصناعة، في الثمانينيات أدى انتشار الإيدز والخوف من المياه المشتركة إلى انخفاض الطلب على مراكز التعويم. بحلول عام 2013، كان التعويم أكثر شعبية في أوروبا من الولايات المتحدة، لكنه خضع لبعض النمو في المنطقة المحيطة بسان فرانسيسكو. في ذلك الوقت، تكلف الخزان منخفض التكلفة حوالي 10000 دولار، وتكلفة دورة التعويم لمدة ساعة حوالي 70 دولارًا.

## البحوث الطبية التجريبية
يشغل الدكتور فاينشتاين منصب مدير مركز العيادة والأبحاث (FCRC) بمعهد أبحاث الدماغ.
مهمة FCRC هي التحقيق في آثار الطفو على كل من الجسم والدماغ، وكذلك استكشاف إمكاناتها كعلاج لتعزيز الصحة العقلية والشفاء للمرضى الذين يعانون من القلق واضطرابات ما بعد الصدمة.
سيكشف عرضه النقاب عن نتائج دراسة حديثة حول float-fMRI، إلقاء الضوء لأول مرة كيف يتم تغيير دماغ الإنسان من خلال التجربة العائمة.

## المستخدمون البارزون
استخدم كارل لويس، لاعب سباقات المضمار والميدان، تقنيات التصور داخل الخزان لتحضير نفسه لقفزته الذهبية الطويلة في أولمبياد سيول عام 1988.
ريتشارد فاينمان، الفيزيائي الحائز على جائزة نوبل، ناقش تجاربه مع خزانات العزل في " بالتأكيد أنت تمزح" يا سيد فاينمان!.
أفادت تقارير أن ستيفن كاري، الذي حاز مرتين على جائزة NBA MVP،انه يستخدم خزان الحرق الحسي كل أسبوعين.